# Lethe sumati
Lethe sumati är en fjärilsart som beskrevs av Hans Fruhstorfer 1911. Lethe sumati ingår i släktet Lethe och familjen praktfjärilar. Inga underarter finns listade i Catalogue of Life.